# 侯景
侯 景（こう けい）は、中国南北朝末期の武将。侯周（乙羽周）の孫で、侯標の子。侯景の乱の首謀者。漢を建ててその皇帝に即位したものの、わずか在位5カ月で殺害された。

## 生涯
朔方郡の人とも、雁門郡の人ともするなど諸説があるが、いずれも定かではない。侯景の精兵はみな「羌胡雑種」であり、羯族などの北族出身であったともされる。その生家は六鎮の一つである懐朔鎮の守備に従事していた胡族化した漢族とも、あるいは漢化した鮮卑系の貴族の家柄（乙羽氏?）であるとも考えられている。
侯景は524年の六鎮の乱で北魏の爾朱栄軍の部下として頭角を現し、北魏が東西に分裂すると東魏の高歓の旗下に入り、河南大行台として河南方面の軍事を任じられる。高歓が死去した後に、東魏への叛乱を起こしたが、高歓の長男の高澄が侯景を殺害しようとしたためという。さらに高澄の命をうけた司空の韓軌らによって、散々な目に遭ったため、彼が支配する州郡の軍勢を率いて、南下して南朝梁の武帝に帰順した。その際、東魏に残された妻と長男の侯和が謀叛罪で処刑された。
その後、東魏の武将の慕容紹宗との戦いに敗れ、寿春へ退いた。梁と東魏の間に和議成立の情勢となり、梁の皇族であり東魏の捕虜となっていた貞陽侯蕭淵明の身柄を返還するという話が持ち上がると、身の危険を悟った侯景は部下に命じて東魏からの使者を装わせ、侯景と蕭淵明の身柄を交換するという取引を持ち掛けた。かくして偽の使者に対し武帝が「朝になって貞陽侯の身柄が引き渡されれば、我らは侯景の身柄をその晩に返そう」との返書を送ったため、これに怒った侯景は軍師の王偉の「兵は拙速を貴ぶ（兵貴拙速）」の進言を容れ、梁への反乱を起こすことを決めた。太清2年（548年）、梁の宗室の蕭正徳を味方に取り込んで8000の兵を集め、瞬く間に都の建康に迫った。籠城者は戦闘員が2万人、住民あわせて10余万人が籠城していたが、食糧の蓄えが尽きて、ネズミや雀の他、人肉も食べるような情況であった（『南史』）。
太清3年（549年）、梁の援軍の到着により、いったんは和議が結ばれるが、2月末に侯景は再び宣戦布告した。籠城者のうち戦闘力のある者はわずかに4000人に満たず、道には死体がいたるところに横たわり、埋葬もされないまま腐乱した遺体から流れた液汁が溝に満ちた。3月10日、建康は陥落した。城陥落後、難民は数十万に及び、さらに飢饉によって多数が死んだ（『魏書』島夷蕭衍伝）。
武帝は台城に幽閉され、5月に失意のうちに憤死した。当時の梁は、分裂した東魏・西魏の勢力を凌駕する国力を持っていたが、東魏から投降してきた一将軍により都城が陥落した原因としては、国内に分封された宗室の諸王が相互に牽制し、武帝の救出を積極的に行う者がいなかったことが考えられる。
武帝崩御後、侯景は簡文帝を擁立し、自らは相国、さらにはそれに加えて宇宙大将軍・都督六合諸軍事に就任した。しかし簡文帝が自立する動きを察知すると弑殺、蕭正徳を除き、豫章王蕭棟を擁立した。この時、侯景は漢王を称している。
天正元年（551年）10月、蕭棟から禅譲を受け、自らが皇帝に即位、国号を漢とし、元号を太始と定めた。しかし太始2年（552年）3月、江陵で皇帝に即位していた蕭繹が派遣した王僧弁および陳霸先の義兵によって都を追われた。侯景は2人の息子を長江に溺死させ、腹心数十人と単舟で逃げた。その途上で、羊鵾（羊侃の三男）らの近侍に殺害された。

## 死後
侯景の遺骸は分割されて、首は江陵城門に掛けられ、両腕と両脚は北斉の文宣帝へ送り届けられ、胴体は建康の市に曝された。建康の庶民は侯景の肉を膾として喰らった。

## 宗室

### 妻妾
- 先妻 （? - 548年、東魏で処刑された）
- 後妻 蕭氏（南朝梁の溧陽公主）
- 側室 蕭氏（蕭正徳の娘）
- 側室 羊氏（羊侃の娘）

### 男子
- 侯和（? - 548年、東魏で処刑された）
- 4人の男子（北斉で処刑された[注釈 2]）
- 2人の男子（南朝梁で生まれ、552年に侯景の手で殺された）

### 女子
- 548年、東魏で奴婢に落とされた